# Seznam dílů seriálu Star Wars Povstalci
Toto je seznam dílů seriálu Star Wars Povstalci.

## Přehled řad
| Řada | Díly | Premiéra v USA  | Premiéra v USA  | Premiéra v ČR      | Premiéra v ČR   |
| Řada | Díly | První díl       | Poslední díl    | První díl          | Poslední díl    |
| ---- | ---- | --------------- | --------------- | ------------------ | --------------- |
| 0    | 4    | 11. srpna 2014  | 1. září 2014    | 1. září 2014       | 4. září 2014    |
| 1    | 15   | 3. října 2014   | 2. března 2015  | 5. října 2014      | 3. května 2015  |
| 2    | 22   | 20. června 2015 | 30. března 2016 | 11. října 2015     | 15. května 2016 |
| 3    | 22   | 24. září 2016   | 25. března 2017 | 19. listopadu 2016 | 29. dubna 2017  |
| 4    | 16   | 16. října 2017  | 5. března 2018  | 17. března 2018    | 5. května 2018  |

## Seznam dílů

### Nultá řada (2014)
| Č. v řadě | Původní název            | Český název           | Režie        | Scénář                       | Premiéra v USA | Premiéra v ČR |
| --------- | ------------------------ | --------------------- | ------------ | ---------------------------- | -------------- | ------------- |
| 1         | The Machine in the Ghost | Robot ve Stínu        | Dave Filoni  | Greg Weisman                 | 11. srpna 2014 | 1. září 2014  |
| 2         | Art Attack               | Umění útočí           | Justin Ridge | Greg Weisman                 | 18. srpna 2014 | 2. září 2014  |
| 3         | Entanglement             | Zdržení               | Justin Ridge | Henry Gilroy a Simon Kinberg | 25. srpna 2014 | 3. září 2014  |
| 4         | Property of Ezra Bridger | Majetek Ezry Bridgera | Dave Filoni  | Simon Kinberg                | 1. září 2014   | 4. září 2014  |

### První řada (2014–2015)
| Č. v seriálu | Č. v řadě | Původní název           | Český název              | Režie                       | Scénář                        | Premiéra v USA     | Premiéra v ČR      |
| ------------ | --------- | ----------------------- | ------------------------ | --------------------------- | ----------------------------- | ------------------ | ------------------ |
| 1-2          | 12        | Spark of Rebellion      | Jiskra rebelie           | Steward Lee a Steven G. Lee | Simon Kinberg                 | 3. října 2014      | 5. října 2014      |
| 3            | 3         | Droids in Distress      | Droidi v nesnázích       | Steward Lee                 | Greg Weisman                  | 13. října 2014     | 18. října 2014     |
| 4            | 4         | Fighter Flight          | Ukradená stíhačka        | Steven G. Lee               | Kevin Hopps                   | 20. října 2014     | 1. listopadu 2014  |
| 5            | 5         | Rise of the Old Masters | Tajemství starých mistrů | Steward Lee                 | Henry Gilroy                  | 27. října 2014     | 2. listopadu 2014  |
| 6            | 6         | Breaking Ranks          | Imperiální akademie      | Steven G. Lee               | Greg Weisman                  | 3. listopadu 2014  | 9. listopadu 2014  |
| 7            | 7         | Out of Darkness         | Útok z temnot            | Steward Lee                 | Kevin Hopps                   | 10. listopadu 2014 | 16. listopadu 2014 |
| 8            | 8         | Empire Day              | Den Impéria              | Steven G. Lee               | Henry Gilroy                  | 17. listopadu 2014 | 23. listopadu 2014 |
| 9            | 9         | Gathering Forces        | Síla v temnotách         | Steward Lee                 | Greg Weisman                  | 24. listopadu 2014 | 15. března 2015    |
| 10           | 10        | Path of the Jedi        | Cesta Jediů              | Dave Filoni                 | Charles Murray                | 5. ledna 2015      | 22. března 2015    |
| 11           | 11        | Idiot's Array           | Idiotův šik              | Steward Lee                 | Kevin Hopps                   | 19. ledna 2015     | 29. března 2015    |
| 12           | 12        | Vision of Hope          | Vize a naděje            | Steven G. Lee               | Henry Gilroy                  | 2. února 2015      | 12. dubna 2015     |
| 13           | 13        | Call to Action          | Hlas svobody             | Steward Lee                 | Greg Weisman a Simon Kinberg  | 9. února 2015      | 19. dubna 2015     |
| 14           | 14        | Rebel Resolve           | Povstalec povstal        | Justin Ridge                | Charles Murray a Henry Gilroy | 23. února 2015     | 26. dubna 2015     |
| 15           | 15        | Fire Across the Galaxy  | Požár napříč galaxií     | Dave Filoni                 | Simon Kinberg                 | 2. března 2015     | 3. května 2015     |

### Druhá řada (2015–2016)
| Č. v seriálu | Č. v řadě | Původní název                 | Český název                | Režie                     | Scénář                                       | Premiéra v USA     | Premiéra v ČR      |
| ------------ | --------- | ----------------------------- | -------------------------- | ------------------------- | -------------------------------------------- | ------------------ | ------------------ |
| 16-17        | 12        | The Siege of Lothal           | Past na Lothalu            | Bosco Ng a Brad Rau       | Henry Gilroy                                 | 20. června 2015    | 11. října 2015     |
| 18           | 3         | The Lost Commanders           | Ztracení velitelé          | Dave Filoni a Sergio Paez | Matt Michnovetz                              | 14. října 2015     | 18. října 2015     |
| 19           | 4         | Relics of the Old Republic    | Relikvie Staré republiky   | Bosco Ng                  | Steven Melching                              | 21. října 2015     | 25. října 2015     |
| 20           | 5         | Always Two There Are          | Vždy dva jsou              | Brad Rau                  | Kevin Hopps                                  | 28. října 2015     | 7. listopadu 2015  |
| 21           | 6         | Brothers of the Broken Horn   | Bratři na Zlomeném rohu    | Saul Ruiz                 | Bill Wolkoff                                 | 4. listopadu 2015  | 8. listopadu 2015  |
| 22           | 7         | Wings of the Master           | Křídla mistrovství         | Dave Filoni a Sergio Paez | Steven Melching                              | 11. listopadu 2015 | 15. listopadu 2015 |
| 23           | 8         | Blood Sisters                 | Pokrevní sestry            | Bosco Ng                  | Kevin Hopps                                  | 18. listopadu 2015 | 22. listopadu 2015 |
| 24           | 9         | Stealth Strike                | Gravitační past            | Brad Rau                  | Matt Michnovetz                              | 25. listopadu 2015 | 29. listopadu 2015 |
| 25           | 10        | The Future of the Force       | Budoucnost Síly            | Saul Ruiz                 | Bill Wolkoff                                 | 2. prosince 2015   | 6. prosince 2015   |
| 26           | 11        | Legacy                        | Odkaz                      | Mel Zwyer                 | Henry Gilroy                                 | 9. prosince 2015   | 13. prosince 2015  |
| 27           | 12        | A Princess on Lothal          | Princezna na Lothalu       | Bosco Ng                  | Steven Melching                              | 20. ledna 2016     | 16. dubna 2016     |
| 28           | 13        | The Protector of Concord Dawn | Protektor z Concord Dawn   | Brad Rau                  | Henry Gilroy a Kevin Hopps                   | 27. ledna 2016     | 17. dubna 2016     |
| 29           | 14        | Legends of the Lasat          | Legendy Lasatů             | Saul Ruiz                 | Matt Michnovetz                              | 3. února 2016      | 23. dubna 2016     |
| 30           | 15        | The Call                      | Volání                     | Mel Zwyer                 | Bill Wolkoff                                 | 10. února 2016     | 24. dubna 2016     |
| 31           | 16        | Homecoming                    | Návrat domů                | Bosco Ng                  | Steven Melching                              | 17. února 2016     | 30. dubna 2016     |
| 32           | 17        | The Honorable Ones            | Válečnická čest            | Brad Rau                  | Kevin Hopps                                  | 24. února 2016     | 1. května 2016     |
| 33           | 18        | Shroud of Darkness            | Závoj Temnoty              | Saul Ruiz                 | Henry Gilroy                                 | 2. března 2016     | 7. května 2016     |
| 34           | 19        | The Forgotten Droid           | Zapomenutý droid           | Mel Zwyer                 | Matt Michnovetz                              | 16. března 2016    | 8. května 2016     |
| 35           | 20        | The Mystery of Chopper Base   | Záhada Chopperovy základny | Bosco Ng                  | Steven Melching                              | 23. března 2016    | 14. května 2016    |
| 36-37        | 2122      | Twilight of the Apprentice    | Soumrak učedníka           | Dave Filoni               | Dave Filoni, Simon Kinberg a Steven Melching | 30. března 2016    | 15. května 2016    |

### Třetí řada (2016–2017)
| Č. v seriálu | Č. v řadě | Původní název           | Český název              | Režie                                  | Scénář                                                                            | Premiéra v USA     | Premiéra v ČR      |
| ------------ | --------- | ----------------------- | ------------------------ | -------------------------------------- | --------------------------------------------------------------------------------- | ------------------ | ------------------ |
| 38-39        | 12        | Steps Into Shadow       | Krůčky do temnoty        | Bosco Ng a Mel Zwyer                   | Steven Melching a Matt Michnovetz                                                 | 24. září 2016      | 19. listopadu 2016 |
| 40           | 3         | The Holocrons of Fate   | Holokrony osudu          | Steward Lee                            | Henry Gilroy                                                                      | 1. října 2016      | 20. listopadu 2016 |
| 41           | 4         | The Antilles Extraction | Záchrana Wedge Antillese | Saul Ruiz                              | Gary Whitta                                                                       | 8. října 2016      | 26. listopadu 2016 |
| 42           | 5         | Hera's Heroes           | Hrdinové Hery            | Mel Zwyer                              | Nicole Dubuc                                                                      | 15. října 2016     | 27. listopadu 2016 |
| 43           | 6         | The Last Battle         | Poslední bitva           | Bosco Ng                               | Brent Friedman                                                                    | 22. října 2016     | 3. prosince 2016   |
| 44           | 7         | Imperial Supercommandos | Imperiální superkomanda  | Steward Lee                            | Christopher Yost                                                                  | 5. listopadu 2016  | 4. prosince 2016   |
| 45           | 8         | Iron Squadron           | Železná skvadra          | Saul Ruiz                              | Matt Michnovetz                                                                   | 19. listopadu 2016 | 17. března 2017    |
| 46           | 9         | The Wynkahthu Job       | Mise na Wynkahthu        | Mel Zwyer                              | Gary Whitta                                                                       | 26. listopadu 2016 | 18. března 2017    |
| 47           | 10        | An Inside Man           | Tajný spojenec           | Steward Lee                            | Nicole Dubuc                                                                      | 3. prosince 2016   | 25. března 2017    |
| 48           | 11        | Visions and Voices      | Vize a hlasy             | Bosco Ng                               | Brent Friedman                                                                    | 10. prosince 2016  | 26. března 2017    |
| 49-50        | 1213      | Ghosts of Geonosis      | Tajemství Geonosis       | Saul Ruiz (1. část)Mel Zwyer (2. část) | Dave Filoni a Steven Melching (1. část)Dave Filoni a Matthew Michnovetz (2. část) | 7. ledna 2017      | 1. dubna 2017      |
| 51           | 14        | Warhead                 | Vyzvědač                 | Bosco Ng                               | Gary Whitta                                                                       | 14. ledna 2017     | 2. dubna 2017      |
| 52           | 15        | Trials of the Darksaber | Odkaz Temného meče       | Steward Lee                            | Dave Filoni                                                                       | 21. ledna 2017     | 8. dubna 2017      |
| 53           | 16        | Legacy of Mandalore     | Dědictví Mandaloru       | Mel Zwyer                              | Christopher Yost                                                                  | 18. února 2017     | 9. dubna 2017      |
| 54           | 17        | Through Imperial Eyes   | Zrádce Impéria           | Saul Ruiz                              | Nicole Dubuc a Henry Gilroy                                                       | 25. února 2017     | 15. dubna 2017     |
| 55           | 18        | Secret Cargo            | Tajný náklad             | Bosco Ng                               | Matt Michnovetz                                                                   | 4. března 2017     | 16. dubna 2017     |
| 56           | 19        | Double Agent Droid      | Droidí dvojitý agent     | Steward Lee                            | Brent Friedman                                                                    | 11. března 2017    | 22. dubna 2017     |
| 57           | 20        | Twin Suns               | Dvě slunce               | Dave Filoni                            | Dave Filoni a Henry Gilroy                                                        | 18. března 2017    | 23. dubna 2017     |
| 58-59        | 2122      | Zero Hour               | Poslední hodina          | Justin Ridge                           | Steven Melching (1. část)Henry Gilroy a Matt Michnovetz (2. část)                 | 25. března 2017    | 29. dubna 2017     |

### Čtvrtá řada (2017–2018)
| Č. v seriálu | Č. v řadě | Původní název                | Český název                   | Režie                                | Scénář                                                                | Premiéra v USA     | Premiéra v ČR                                            |
| ------------ | --------- | ---------------------------- | ----------------------------- | ------------------------------------ | --------------------------------------------------------------------- | ------------------ | -------------------------------------------------------- |
| 60-61        | 12        | Heroes of Mandalore          | Hrdinové Mandaloru            | Steward LeeSaul Ruiz                 | Henry Gilroy a Steven MelchingChristopher Yost                        | 16. října 2017     | 17. března 2018 (první část)18. března 2018 (druhá část) |
| 62-63        | 34        | In the Name of the Rebellion | Ve jménu povstání             | Sergio PaezBosco Ng                  | Gary WhittaMatt Michnovetz                                            | 23. října 2017     | 24. března 2018 (první část)25. března 2018 (druhá část) |
| 64           | 5         | The Occupation               | Okupace                       | Steward Lee                          | Christopher Yost                                                      | 30. října 2017     | 31. března 2018                                          |
| 65           | 6         | Flight of the Defender       | Let Defenderu                 | Saul Ruiz                            | Dave Filoni a Steven Melching                                         | 30. října 2017     | 1. dubna 2018                                            |
| 66           | 7         | Kindred                      | Spřízněné duše                | Sergio Paez                          | Dave Filoni a Henry Gilroy                                            | 6. listopadu 2017  | 7. dubna 2018                                            |
| 67           | 8         | Crawler Commandeers          | Pásoví velitelé               | Bosco Ng                             | Matt Michnovetz                                                       | 6. listopadu 2017  | 8. dubna 2018                                            |
| 68           | 9         | Rebel Assault                | Útok rebelů                   | Steward Lee                          | Dave Filoni a Steven Melching                                         | 13. listopadu 2017 | 14. dubna 2018                                           |
| 69           | 10        | Jedi Night                   | Noc Jediů                     | Saul Ruiz                            | Dave Filoni a Henry Gilroy                                            | 19. února 2018     | 15. dubna 2018                                           |
| 70           | 11        | Dume                         | Dume                          | Sergio Paez                          | Dave Filoni a Christopher Yost                                        | 19. února 2018     | 21. dubna 2018                                           |
| 71           | 12        | Wolves and a Door            | Vlci a dveře                  | Dave Filoni a Bosco Ng               | Dave Filoni                                                           | 26. února 2018     | 22. dubna 2018                                           |
| 72           | 13        | A World Between Worlds       | Svět mezi světy               | Dave Filoni a Steward Lee            | Dave Filoni                                                           | 26. února 2018     | 28. dubna 2018                                           |
| 73           | 14        | A Fool's Hope                | Bláznova naděje               | Dave Filoni a Saul Ruiz              | Henry Gilroy a Steven Melching                                        | 5. března 2018     | 29. dubna 2018                                           |
| 74-75        | 1516      | Family Reunion and Farewell  | Rodinné shledání a rozloučení | Dave Filoni, Boscno Ng a Sergio Paez | Dave Filoni, Henry Gilroy, Kiri Hart, Simon Kinberg a Steven Melching | 5. března 2018     | 5. května 2018                                           |